# Palice
Palice (en griego antiguo: Παλική, en italiano: Paliké) es un yacimiento arqueológico italiano. El área arqueológica se encuentra en la localidad siciliana de Rocchicella (provincia de Catania), sobre un contrafuerte basáltico cerca del valle del río Margi, próximo a Palagonia, de la que dista aproximadamente 1 km. A comienzos del siglo pasado fue anexionada al territorio de Mineo.
La región ha adquirida recientemente la zona para abrirla al público, también se han realizado la edificación de una área de exposición para mostrar los hallazgos de las excavaciones.
Las noticias sobre la antigua ciudad son inciertas: según Diodoro Sículo, fue refundada en el año 453 a. C. por Ducetio. La ciudad fue fundada en la altura que domina que domina la llanura, donde se encontraba el antiguo santuario de los Palicos, deidades indígenas que entraron pronto en el panteón griego. Según muchos historiadores, la antigua Palice dio origen a la ciudad contemporánea de Palagonia, cuyo nombre significaría precisamente Palica Nea (Nueva Palica). Desde 1995 las excavaciones efectuadas por la Superintendencia de Patrimonio Cultural y Ambiental de Catania han identificado, en frente de la cueva que se abre a los pies de la eminencia rocosa, la presencia de una serie de capas arqueológicas que se remontan al Mesolítico. Ducetio la fotificó y la hizo capital del koinón de los sículos. En la Época Arcaica,  las estructuras más antiguas se pueden atribuir al santuario de los Palicos, que fue reconstruido con construcciones monumentales, tales como pórticos y un salón de banquetes en el siglo V a. C., probablemente gracias a la iniciativa de Ducetio, jefe de Sicilia que habría fijado en el lugar, la sede de la federación de las ciudades sículas en el mencionado santuario. Las investigaciones de la Palice fundada por Ducetio, han revelado, un sistema de terrazas; en la terraza más alta se erigió un hestiaterion (cuyo uso principal erra la celebración de banquetes tras los sacrificios de tipo religioso; y en las terrazas inferiores se construyeron dos pórticos .
Peter Green y varios otros historiadores, sostienen que Trinaquia era muy probablemente la misma ciudad que Palice. La lista de contenidos de la Biblioteca histórica se refiere a la campaña militar que Siracusa sostuvo contra los picenos, lo cual que no tiene sentido. Si la ortografía del texto griego antiguo fue ligeramente alterada, el texto correcto sería el siguiente "en contra de los hombres de Palice". Trinaquia es un nombre indígena antiguo de Sicilia, que habría sido un nombre adecuado para las ambiciones nacionalistas de los sículos. La ciudad podría haber sido renombrada como Trinaquia o podría haber sido el nombre de su acrópolis.
La destrucción y el abandono de Palice podrían haber tenido lugar después del 440 a. C., de hecho debidos a los siracusanos,  después de la tentativa y el fracaso de la política de Ducetio, cuya muerte por enfermedad se produjo ese año.
Según el mito griego, los dioses gemelos llamados Palicos, nacieron de la unión de Zeus con la ninfa Talia: el templo se habría construido a orillas de  un pequeño lago, donde se desarrollaban algunos ritos, en los que los sacerdotes realizaban vaticinios y ordalías. Hoy el pequeño lago de Naftia no es visible y se explotan industrialmente sus gases.
El yacimiento fue adquirido por la Región de Sicilia, que la abrió al público en enero de 2006. Se construyó un pequeño Museo, que acoge una selección de objetos expuestos hallados en el yacimiento y se realizan asimismo actividades didácticas.